# Barranc de Sant Pere (la Pobla de Segur)
El Barranc de Sant Pere, és un barranc que neix en el terme municipal de Baix Pallars, de la comarca del Pallars Sobirà (antic municipi de Montcortès de Pallars), fa de límit municipal entre aquest municipi i el de la Pobla de Segur, i després entra definitivament en el segon d'aquests dos termes, on acaba el seu recorregut abocant-se en la Noguera Pallaresa.

## Formació i curs
Es forma a prop i al nord-oest de la Font de les Greisses, per la unió de la Llau de Riagràs i el Torrent del Riu, des d'on davalla cap al sud-est. Quan arriba a la Muntanyeta de Comursí esdevé termenal entre Baix Pallars i la Pobla de Segur, just en el moment que rep per la dreta la Llau de les Esplugues i al cap de poc la Llau de Comosí; poc després encara rep per l'esquerra la Llau dels Comells i per la dreta la Llau de Queralt. Aleshores entra ja definitivament en aquest darrer terme, formant una fonda vall encinglerada a tots dos costats, al mig de la qual hi ha l'antic monestir romànic de Sant Pere de les Maleses.
Poc després s'aboca en la Noguera Pallaresa, just a l'extrem sud del túnel de Collegats.

## Etimologia
El barranc pren el nom de l'antic monestir de Sant Pere de les Maleses, pel costat del qual discorre.